# (4786) Tatianina
(4786) Tatianina es un asteroide perteneciente al cinturón de asteroides, descubierto el 13 de agosto de 1985 por Nikolái Stepánovich Chernyj desde el Observatorio Astrofísico de Crimea (República de Crimea).

## Designación y nombre
Designado provisionalmente como 1985 PE2. Fue nombrado Tatianina en homenaje a Tatiana Aleksandrovna Somova, profesora en la guardería de San Petersburgo y amiga del descubridor, una persona inusual e interesante.

## Características orbitales
Tatianina está situado a una distancia media del Sol de 2,357 ua, pudiendo alejarse hasta 2,815 ua y acercarse hasta 1,900 ua. Su excentricidad es 0,193 y la inclinación orbital 7,256 grados. Emplea 1322 días en completar una órbita alrededor del Sol.

## Características físicas
La magnitud absoluta de Tatianina es 13,3. Tiene 3,282 km de diámetro y su albedo se estima en 0,514. Está asignado al tipo espectral Xc según la clasificación SMASSII.